# 赫爾 (喬治亞州)
赫爾（英語：Hull）是一個位於美國喬治亞州麥迪遜縣的城市。

## 地理
赫爾的座標為34°00′48″N 83°17′40″W / 34.01333°N 83.29444°W，而該地的平均海拔高度為250米（即820英尺）。

## 人口
根據2010年美國人口普查的數據，赫爾的面積為0.90平方千米，當中陸地面積為0.90平方千米，而水域面積為0.00平方千米。當地共有人口198人，而人口密度為每平方千米220人。